# Puerto de Hoyomenor
El puerto de Hoyomenor es un puerto de montaña situado en la comunidad autónoma de Cantabria (España), de 362 metros de altitud en cuyas faldas se asienta la población de Regada (Ampuero). Está situado en la divisoria de las cuencas hidrográficas de los ríos Asón y Agüera, y límite municipal entre Ampuero, y Guriezo. Su ascenso se realiza a través de la carretera CA-510, que comunica las poblaciones de Ampuero, en el valle del Asón, con El Puente, en el valle del río Agüera.
La ascensión desde Ampuero tiene una longitud de 7 kilómetros y desde Guriezo son 6 kilómetros de ascenso, aproximadamente.